# Al@din
Al@din (uitspraak: Aladin) was een vragendienst op internet van de gezamenlijke openbare bibliotheken in Nederland. Aladin staat voor: Algemeen Landelijk Dekkend Digitaal Informatie Netwerk.
Al@din beantwoordde vragen over alle denkbare onderwerpen, maar niet over zaken als het verlengen of reserveren van materialen bij de bibliotheek, vragen naar medisch of juridisch advies en vragen over computers of software. Al@din maakte geen huiswerk of werkstukken en beantwoordde geen quizvragen of prijsvragen, maar hielp de vraagsteller op weg door te verwijzen naar bronnen of instanties. Het systeem was gebaseerd op het Amerikaanse QuestionPoint.
Een vraag kon worden gesteld via een webformulier. Via hetzelfde formulier kon worden gezocht in de kennisbank met eerder gegeven antwoorden. Het antwoord werd binnen één tot vijf werkdagen gegeven per e-mail. Het antwoord kwam van de bibliotheek die aan de beurt was om vragen te beantwoorden.
Het antwoord werd gegeven door een landelijk netwerk van bibliothecarissen van openbare bibliotheken in het hele land. Ze raadpleegden daarbij onder andere websites, abonneediensten op het web, boeken, naslagwerken, tijdschriftartikelen en instanties. Dit is de digitale werkwijze van de vroegere inlichtingenmedewerker in de bibliotheek.
Al@din werkte met meerdere niveaus:
1. Wie een vraag had kon die eerst stellen bij de Kennisbank. Hierin bevonden zich alle oude vragen en antwoorden, die up-to-date werden gehouden door een redactie.
2. Als de vraag niet eerder gesteld was, kon hij verstuurd worden en kwam hij terecht bij een van de openbare bibliotheken in Nederland.
3. Als voor de vraag specialistische kennis nodig was, dan ging de vraag een niveau hogerop naar een op dat gebied gespecialiseerde bibliothecaris.
4. Ten slotte werd er gebruikgemaakt van externe deskundigen, waarvoor samenwerkingsverbanden waren aangegaan met:
  - Natuurhistorisch museum Naturalis te Leiden
  - Koninklijk Instituut voor de Tropen
  - Universiteit van Amsterdam
  - Nederlands Theater Instituut
  - de landelijke koepel van Jongereninformatiepunten JIP.org
  - Rotterdamse muziekbibliotheek CDR
  - Vereniging van Openbare Bibliotheken
  - Rutgers Nisso Groep (vragen over seksualiteit)
  - NOC*NSF (vragen over sport)

In het eerste jaar - van november 2003 tot en met oktober 2004 - beantwoordde al@din ruim 130.000 vragen (bron: persbericht Vereniging van Openbare Bibliotheken). In november 2006 werden bijna een miljoen bezoekers per jaar gemeld.
In oktober en november 2006 ging een pilot van start met een nieuwe vorm van dienstverlening. Bezoekers van de website van verschillende openbare bibliotheken konden hun vraag ook stellen via de chat. 21 Provinciale, basis- en zelfstandige openbare bibliotheken verspreid door Nederland deden mee aan dit experiment. De resultaten zijn op te vragen bij de VOB.
Met ingang van juli 2010 hield Al@din in haar oorspronkelijke vorm op te bestaan. De projectgroep bibliotheekinnovatie zette het digitale inlichtingenwerk in een andere vorm voort. ibi was de tijdelijke opvolger van al@din. ibi stopte 2 juli 2012.